# Lady Gaga
Stefani Joanne Angelina Germanotta (n. 28 martie 1986, New York City, New York, SUA), cunoscută profesional sub pseudonimul Lady Gaga, este o cântăreață, textieră și actriță americană, cunoscută pentru lucrările ei neconvenționale și provocatoare, precum și pentru experimentele în materie de ținute vestimentare extravagante.
Lady Gaga și-a început cariera muzicală cântând la seri karaoke și piese de teatru la școală. Ea a studiat la școala de arte Tisch din cadrul Universității din New York, renunțând în cele din urmă la studii pentru a deveni un muzician profesionist. În urma unui contract fără succes cu Def Jam Recordings, Lady Gaga a lucrat în calitate de compozitoare la Sony/ATV Music Publishing, solistul Akon ajutând-o ulterior să semneze în anul 2007 un contract cu casa de discuri Interscope Records, și propria lui companie de înregistrări, KonLive Distribution. Artista a obținut succes în următorul an după lansarea materialului discografic de debut, un album dance-pop și electropop intitulat The Fame, și a single-urilor „Just Dance” și „Poker Face”. Extended play-ul The Fame Monster (2009) ce include cântecele „Bad Romance”, „Telephone” și „Alejandro” s-a dovedit a fi, de asemenea, un succes.
Cel de-al doilea album de studio al acesteia, Born This Way (2011), a explorat muzica rock electronică și techno. Acesta a ocupat poziția de top a clasamentelor din peste 20 de țări, inclusiv în Statele Unite, aici înregistrând vânzări de peste un milion de exemplare în prima săptămână. Cântecul cu același nume a devenit cel mai repede vândut cântec din istoria serviciului iTunes, peste un milion de copii digitale fiind vândute în mai puțin de o săptămână. Gaga a experimentat muzica dance-electronică în cel de-al treilea ei material discografic, Artpop (2013), care s-a clasat pe locul unu în Statele Unite și conține single-ul „Applause”. Albumul colaborativ jazz realizat împreună cu Tonny Bennett, Cheek to Cheek, și cel de-al cincilea album de studio, Joanne (2016), s-au clasat, de asemenea, pe primul loc în Statele Unite. În această perioadă, artista a jucat în serialul de televiziune American Horror Story: Hotel (2015–2016), câștigând Globul de Aur pentru cea mai bună actriță într-o miniserie, precum și în filmul muzical S-a născut o stea (2018) care a obținut laude din partea criticilor. Solista a contribuit, de asemenea, la coloana sonoră a acestuia. Materialul a ajuns pe locul unu în Statele Unite și i-a oferit distincția de a fi singura artistă care să obțină cinci albume ce ajung pe prima poziție a clasamentului Billboard 200 în anii 2010. Primul disc single, „Shallow”, a câștigat numeroase premii, inclusiv un premiu Oscar și un Glob de Aur.
Cu peste 34 de milioane de albume și 170 de milioane de discuri single vândute, Lady Gaga fiind unul dintre cei mai bine vânduți artiști din istorie. Realizările cântăreței includ numeroase recorduri în Cartea Recordurilor, trei premii Brit, unsprezece premii Grammy, un premiu Oscar precum și premii din partea Songwriters Hall of Fame și Council of Fashion Designers of America. Gaga a fost numită „Artistul anului” de către revista Billboard, și a fost inclusă în numeroase clasamente realizate de Forbes pe baza câștigului și puterii. Canalul VH1 a clasat-o pe artistă pe locul patru în clasamentul celor mai bune femeie din industria muzicală. Aceasta a ocupat, de asemenea, locul doi într-un sondaj de opinie realizat de revista Time în legătură cu cei mai influenți oameni din ultimii 10 ani. Gaga este cunoscută, de asemenea, pentru activitățile filantropice și activismul social, precum și pentru organizația ei non-profit Born This Way Foundation, ce are ca scop promovarea emanciparea tinerilor și combaterea fenomenului de bullying.

## Biografie

### 1986–2005: Anii copilăriei
Stefani Joanne Angelina Germanotta s-a născut la 28 martie 1986 în Manhattan, New York, la Spitalul Lenox Hill, într-o familie catolică cu origini italiene și franceze–canadiene. Părinții ei sunt Cynthia Louise (născută Bissett) și antreprenorul Joseph Germanotta, și are o soră mai mică, Natali. Crescută în cartierul Upper West Side, ea a spus că părinții ei provin din familii de clasă inferioară și au muncit din greu pentru tot ceea ce au agonisit. Începând cu vârsta de 11 ani, Gaga a urmat cursurile unei școli private pentru fete romano catolice, Convent of the Sacred Heart. Aceasta a spus că în perioada liceului a fost „foarte dedicată, foarte studioasă, foarte disciplinată”, însă și „puțin nesigură”. Ea s-a considerat marginalizată de colegi și a fost deseori batjocorită deoarece era „fie prea provocatoare, fie prea excentrică”.
Gaga a început să cânte la pian la vârsta de patru ani, mama ei insistând să devină o „femeie cultivată”, luând astfel lecții de pian și cântând la diverse instrumente de-a lungul copilăriei. Lecțiile au ajutat-o să își formeze o ureche muzicală, aceasta preferând să creeze muzică după ureche, decât să citească o partitură muzicală și să facă practică în mod profesional. Părinții cântăreței au încurajat-o în activități muzicale, înscriind-o la tabere de artă creativă. În adolescență, Gaga a cântat deseori la seri karaoke și baruri în căutare de soliști. În liceu, aceasta a jucat rolurile principale din musicalurile Guys and Dolls și A Funny Thing Happened on the Way to the Forum. Timp de 10 ani, artista a studiat actorie și metode de interpretare la Institutul Lee Strasberg Theatre and Film. Deși aceasta a dat numeroase probe fără succes pentru diferite spectacole din New York, a apărut în anul 2001 în episodul „The Telltale Moozadell” al serialului The Sopranos, jucând rolul unui elev de liceu. În ceea ce privește înclinația pentru muzică, a afirmat:
„Nu știu exact de unde provine afinitatea mea pentru muzică, însă este cel mai ușor lucru pentru mine. Când aveam trei ani, sau poate eram chiar mai mică, mama mereu îmi spunea această poveste cu adevărat jenantă despre mine, sprijinindu-mă și cântând la pian în modul acesta, deoarece eram prea scundă ca să ajung până acolo. [...] Eram, într-adevăr, foarte bună la pian, așa că primele mele instincte au fost să muncesc din greu la cântatul pian, și poate că nu sunt o dansatoare înnăscută, însă sunt un muzician înnăscut. Acesta este lucrul la care cred că sunt cea mai bună.”
În 2003, la vârsta de 17 ani, Gaga a primit o admitere timpurie la Collaborative Arts Project 21 (CAP21)—o școală de muzică din cadrul New York University (NYU)'s Tisch School of the Arts—și a locuit în căminul universității. Cântăreața a studiat muzică și și-a îmbunătățit abilitățile de a compune cântece prin a scrie eseuri despre artă, religie, probleme sociale, politică, precum și teze despre artiștii pop Spencer Tunick și Damien Hirst. În timpul semestrului doi din cadrul celui de-al doilea an de studiu, aceasta s-a retras pentru a se axa pe o carieră muzicală. În același an, Gaga a apărut la emisiunea de farse Boiling Points de pe canalul MTV, jucând rolul unui client de restaurant neavizat.
În anul 2014, artista a dezvăluit faptul că a fost violată la vârsta de 19 ani, fiind supusă ulterior la diverse tratamente mentale și fizice. Aceasta suferă de sindromul de stres posttraumatic datorat evenimentului, iar sprijinul din partea doctorilor, familiei și a prietenilor au ajutat-o pe cântăreață să treacă peste.

### 2005–2007: Începutul carierei muzicale
În anul 2005, Gaga a înregistrat două cântece alături de cântărețul de muzică hip-hop Grandmaster Melle Mel pentru o carte audio bonus a nuvelei pentru copii The Portal in the Park, compusă de Cricket Casey. Artista a format, de asemenea, o trupă intitulată SGBand, membrii acesteia fiind câțiva din prietenii de la universitate.  Formația a cântat în cadrul câtorva spectacole din New York, devenind omniprezentă în cluburile din cartierul Lower East Side. În urma ediției din 2006 a Songwriters Hall of Fame New Songwriters Showcase organizată la The Cutting Room în luna iulie, solistei i-a fost recomandat să lucreze cu producătorul de înregistrări Rob Fusari de către recrutorul de talente Wendy Starland. Fusari a călătorit către New Jersey în fiecare zi pentru a lucra alături de Gaga, ajutând-o să-și dezvolte cântecele și să compună material nou. Producătorul a dezvăluit faptul că cei doi au început o relație amoroasă începând cu luna mai 2006. Fusari a afirmat, de asemenea, că el a fost prima persoană care să îi adreseze pseudonimul „Lady Gaga”, derivat din cântecul formației Queen, „Radio Ga Ga”. Relația lor a durat până în ianuarie 2007.

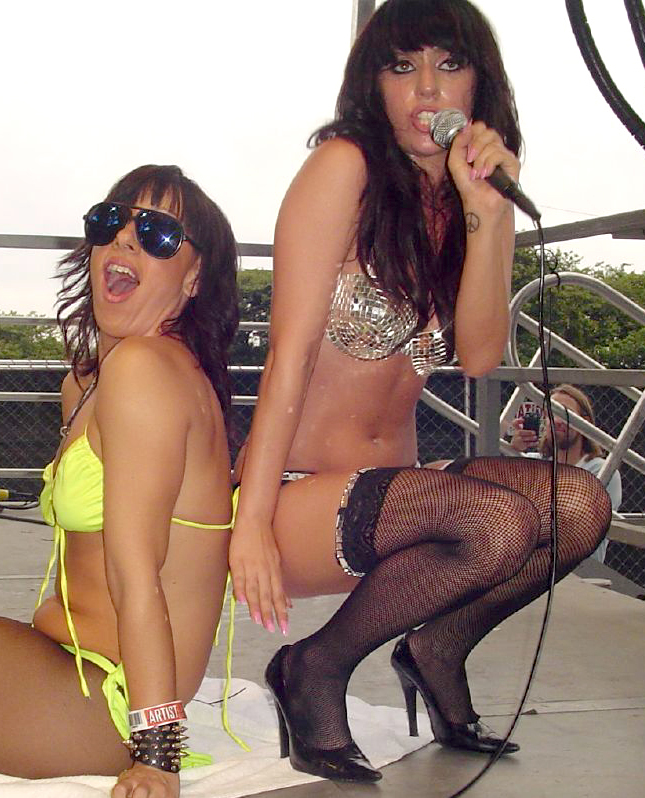
Gaga (dreapta) concertând alături de Lady Starlight la ediția din anul 2007 a festivalului Lollapalooza.

În scopul promovării carierei de artistă, Fusari și Gaga și-au înființat propria societate cu răspundere limitată, intitulată Team Lovechild. Aceștia au înregistrat și produs cântece electropop ce urmau a fi trimise către directorii executivi din industria muzicală. Joshua Sarubin, directorul departamentului de reprezentați ai artiștilor din compania Def Jam Recordings, a răspuns în mod pozitiv melodiilor. În urma primirii acordului din partea patronului Antonio „L.A.” Reid, Gaga a primit un contract cu casa de discuri în luna septembrie 2006. Trei luni mai târziu, aceasta a fost concediată, întorcându-se apoi la familia ei pentru a sărbători Crăciunul. Solista a început să joace în spectacole neo-burlesque care, în opinia ei, au reprezentat libertatea. În această perioadă a cunoscut-o pe Lady Starlight, artistă care a avut o contribuție majoră în modelarea identității de pe scenă a lui Gaga. Cele două au început să realizeze interpretări în localuri și cluburi centrale precum Mercury Lounge, The Bitter End sau Rockwood Music Hall. Spectacolele au fost descrise ca fiind un omagiu pentru show-urile de varietăți din anii '70. Acestea au cântat, de asemenea, la ediția din 2007 a festivalului Lollapalooza.
Deși inițial Gaga s-a axat pe muzică dance-electronică avangardistă, aceasta a început să încorporeze elemente pop și glam rock ale lui David Bowie și Queen în cântece. Fusari a continuat să dezvolte melodiile create alături de Gaga, trimițându-le mai apoi către producătorul și directorul executiv Vincent Herbert. În luna noiembrie a anului 2007, Herbert i-a oferit un contract lui Gaga cu propria lui casă de discuri, Streamline Records, o divizie a Interscope Records înființată în luna respectivă. Artista a declarat că Herbert a fost cel care a descoperit-o. Fiind inițial un textier ucenic în timpul stagiului de practică de la Famous Music Publishing, Gaga a semnat un contract cu Sony/ATV pentru producții muzicale. Drept rezultat, artista a fost angajată spre a compune cântece pentru Britney Spears, New Kids on the Block, Fergie, și The Pussycat Dolls. Muzicianul Akon a fost impresionat de abilitățile vocale ale lui Gaga atunci când aceasta a dat o probă de voce în studio, pentru una din piesele lui. Akon l-a convins pe Jimmy lovine, președinte al CEO și Interscope Geffen A&M, să semneze o nouă înțelegere pentru ca Gaga să facă parte din casa lui de discuri, KonLive.
La sfârșitul anului 2007, Gaga l-a cunoscut pe compozitorul și producătorul RedOne și ulterior au început să lucreze timp de o săptămână la album. Artista a semnat un contract cu Cherrytree Records, o altă divizie a Interscope înființată de producătorul și textierul Martin Kierszenbaum; Gaga a compus patru cântece alături de el. În ciuda semnării unui contract cu o casă de discuri, artista a dezvăluit faptul că anumite posturi de radio au considerat muzica ei prea „indecentă”, „dance” și „underground” pentru industria muzicală din perioada respectivă. Răspunsul cântăreței a fost: „Numele meu este Lady Gaga, sunt pe scena muzicală de ani de zile, și îți spun, acesta e viitorul”.

### 2008–2010: Succesul internațional cu albumeleThe FameșiThe Fame Monster
Începând cu anul 2008, artista s-a mutat în Los Angeles pentru a lucra la finalizarea albumului ei de debut, The Fame, și pentru a-și înființa propria echipă creativă intitulată Haus of Gaga, creată pe baza The Factory a lui Andy Warhol. Materialul discografic a fost lansat la 19 august 2008 și a reușit să se claseze pe primele poziții ale clasamentelor din Austria, Canada, Germania, Irlanda, Elveția și Marea Britanie, ajungând, de asemenea, în top cinci în Australia și Statele Unite. Primele două single-uri, „Just Dance” și „Poker Face”, au ocupat locul unu în topurile din Statele Unite, Australia, Canada, și Regatul Unit. „Poker Face” a fost, de asemenea, cel mai bine vândut single din anul 2009—9.8 milioane de exemplare fiind vândute în acel an—și a acumulat un număr record de 83 de săptămâni de prezență în clasamentul Digital Songs din Statele Unite. Alte cântece care au fost lansate ca discuri single pentru a promova albumul au fost „Eh, Eh (Nothing Else I Can Say)”, „LoveGame” și „Paparazzi”; ultimul ajungând pe locul unu în Germania. Variante remix ale single-urilor au fost incluse pe Hitmixes, lansat în august 2009. La cea de-a 52-a ediție a premiilor Grammy, Lady Gaga a câștigat premii la categoriile „Cel mai bun album dance/electronic” pentru The Fame, și „Cea mai bună înregistrare dance” pentru „Poker Face”.

Gaga cântând în turneul The Monster Ball în 2010. Având încasări de 227 de milioane de dolari, a stabilit un record drept turneul cu cele mai mari încasări pentru un artist debutant solo.

Solista a cântat ca act de deschidere pentru turneul formației Pussycat Dolls, Doll Domination Tour (2009) în Europa și Oceania, înainte de a porni în primul turneu solo, The Fame Ball Tour, în martie 2009. În timp ce călătorea în jurul lumii, artista a compus opt noi cântece pentru The Fame Monster, o variantă reeditată a albumului The Fame. Cântecele noi au fost, de asemenea, lansate ca extended play la 18 noiembrie 2009. Primul disc single extras, „Bad Romance”, a fost lansat o lună mai devreme și s-a clasat pe locul unu în Canada Marea Britanie, România și în alte 15 țări, ajungând totodată pe locul doi în Statele Unite, Australia, și Noua Zeelandă. „Telephone”, cel de-al doilea single lansat în colaborare cu Beyoncé, a fost cel de-al patrulea cântec al artistei care să ajungă pe locul unu în Marea Britanie. Al treilea și ultimul single de pe The Fame Monster, „Alejandro”, a ocupat locul unu în Finlanda, România și în alte cinci țări. Videoclipul piesei a stârnit controverse din partea Ligii Catolice care a considerat că acesta reprezintă o blasfemie la adresa catolicismului. Ambele cântece au ajuns în top cinci în Statele Unite. Videoclipul pentru „Bad Romance” a devenit cel mai urmărit videoclip de pe Youtube în aprilie 2010, Gaga devenind ulterior prima persoană care depășește un miliard de vizualizări combinate. La ediția din 2010 a premiilor MTV Video Music Awards, cântăreața a câștigat opt premii dintr-un total de 13 nominalizări, inclusiv un premiu la categoria „Videoclipul anului” pentru „Bad Romance”. Gaga a devenit artistul cu cele mai multe nominalizări într-un singur an, precum și prima solistă care obține două nominalizări pentru „Videoclipul anului” la aceeași ceremonie. The Fame Monster a câștigat premiul Grammy pentru cel mai bun album pop vocal, în timp ce „Bad Romance” a câștigat premiul Grammy pentru cea mai bună interpretare pop feminină și premiul Grammy pentru cel mai bun videoclip, la cea de-a 53-a ediție a premiilor Grammy.
În anul 2009, Gaga a petrecut un total de 150 de săptămâni în clasamentul UK Singles Chart și a fost, de asemenea, cântăreața cu cele mai bune descărcări digitale din Statele Unite, având 11.1 de milioane de vânzări și câștigând, astfel, un loc în Cartea Recordurilor. The Fame și The Fame Monster au vândut un total de peste 15 milioane de exemplare în întreaga lume. Succes-ul materialelor i-a permis solistei să pornească în cel de-al doilea ei turneu mondial de concerte, The Monster Ball Tour. Gaga a lansat, de asemenea, The Remix—ultima ei înregistrare cu Cherrytree Records;  a devenit unul dintre cele mai bine vândute albume remix din istorie. The Monster Ball a început în noiembrie 2009 și s-a încheiat în mai 2011, încasând un total de 227.4 milioane de dolari și devenind turneul cu cele mai bune încasări pentru un artist solo debutant. Concertele ce au avut loc la Madison Square Garden în New York City au fost filmate de canalul HBO și lansate într-un program special, intitulat Lady Gaga Presents the Monster Ball Tour: At Madison Square Garden. Interpreta a cântat totodată la Royal Variety Performance în 2009, la a 52-a ediție a premiilor Grammy, precum și la ediția din 2010 a premiilor BRIT. Înainte de moartea lui Michael Jackson, Gaga ar fi trebuit să facă parte din seria lui anulată de concerte, This Is It, de la Arena O2 din Regatul Unit.

În această perioadă, cântăreața a colaborat cu compania de produse electrocasnice Monster Cable Products pentru a crea o pereche de căști încrustate cu diamante, intitulată Heartbets by Lady Gaga. Aceasta a semnat, de asemenea, un parteneriat cu Polaroid în ianuarie 2010 drept director creativ, anunțând o gamă de produse pentru a imortaliza fotografii, Grey Label. Colaborările echipei Mermaid Music LLC realizate cu producătorul și fostul ei partener, Rob Fusari au fost date în judecată. În această perioadă, Gaga a fost supusă unui test pentru boala lupus, rezultatul final fiind aproximativ pozitiv. Cântăreața a declarat că nu se simte afectată de simptomele bolii și speră să mențină un stil de viață sănătos.

### 2011–2014:Born This Way,Artpop, șiCheek to Cheek
În februarie 2011, Gaga a lansat „Born This Way”, primul disc single de pe cel de-al doilea album de studio cu același nume. Piesa s-a vândut în peste un milion de exemplare în primele cinci zile, câștigând astfel un loc în Cartea Recordurilor pentru cel mai repede vândut single din istoria iTunes. Acesta a debutat ulterior pe locul unu în Billboard Hot 100, devenind cel de-al 1000-lea cântec din istoria clasamentului ce ocupă locul unu. Al doilea single, „Judas” a fost lansat două luni mai târziu, iar „The Edge of Glory” a fost cel de-al treilea single. Ambele piese s-au clasat în top 10 atât în Statele Unite, cât și în Regatul Unit. Videoclipul pentru „The Edge of Glory” a fost unul diferit în comparație cu cele anterioare, acesta prezentând-o pe artistă dansând pe o scară de incendiu și mergând pe o stradă singuratică. Criticii au observat lipsa unei coregrafii complexe sau a dansatorilor.

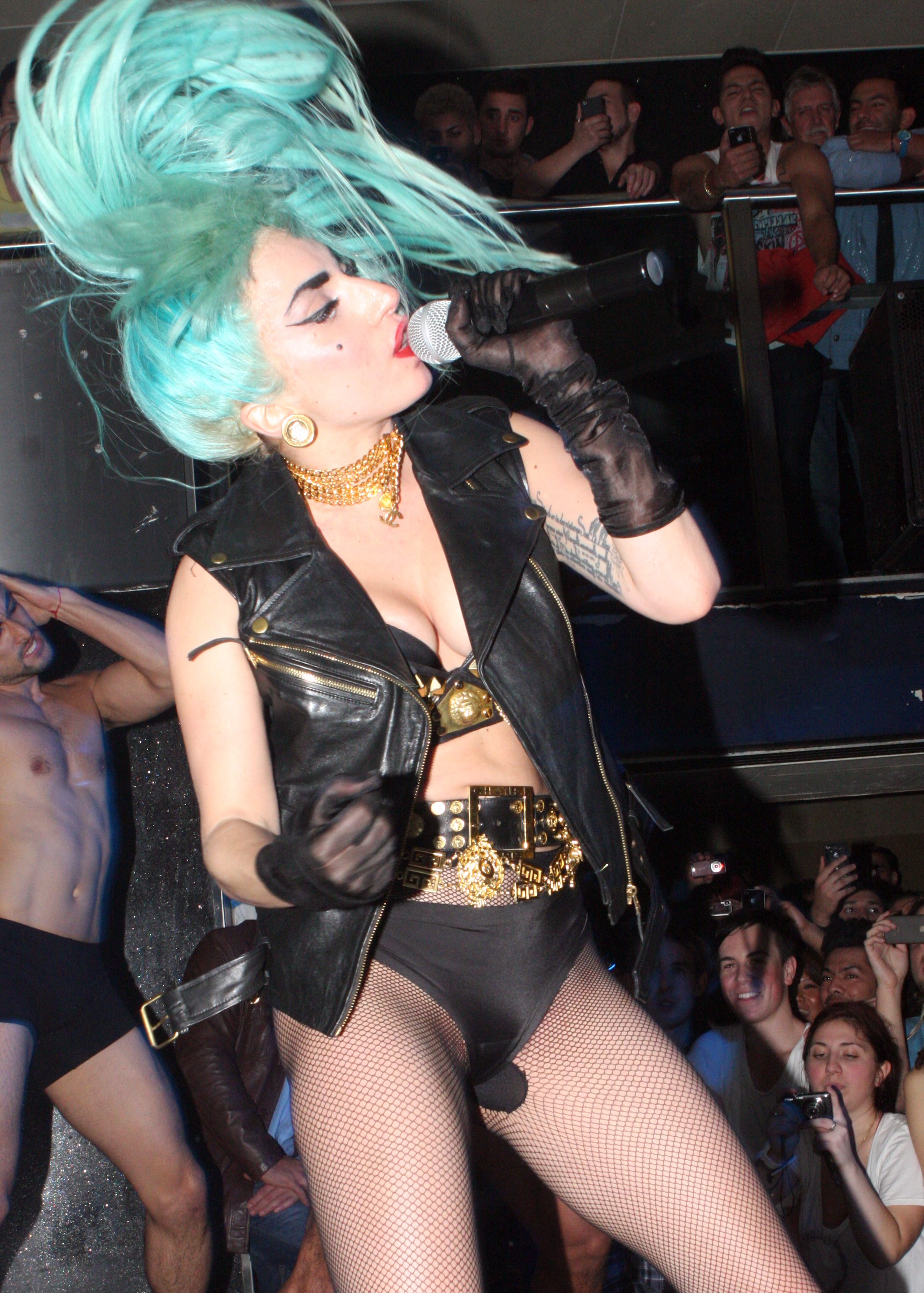
Gaga în timpul unui concert organizat în Sydney, Australia, în cadrul campaniei de promovare a albumului Born This Way.

Albumul Born This Way a fost lansat la 23 mai 2011 și a debutat pe prima poziție a clasamentului Billboard 200, 1.1 milioane de exemplare fiind vândute în doar o săptămână. Materialul s-a vândut în peste opt milioane de copii în întreaga lume și a primit, de asemenea, trei nominalizări Grammy, inclusiv cea de-a treia nominalizare consecutivă a artistei la categoria „Cel mai bun album al anului”. Următoarele single-uri lansate de pe disc, „You and I” și „Marry the Night”, au ajuns pe locurile șase și, respectiv, 29 în Statele Unite. În luna iulie a anului 2011, Gaga l-a cunoscut pe actorul Taylor Kinney pe platourile de filmare ale videoclipului „You and I”. Cei doi au început ulterior să iasă împreună, marcând începutul relației lor. În aprilie 2012, solista a pornit în turneul Born This Way Ball. Inițial programat să se încheie în luna martie 2013, acesta s-a sfârșit cu o lună înainte datorită unei răni la șoldul stâng al cântăreței, fiind necesară o operație. În timp ce suma de 25 de milioane de dolari din concertele anulate a fost restituită, turneul a avut încasări de 183.9 milioane de dolari pe plan mondial.
În 2011, Gaga a lucrat totodată la o versiune jazz a cântecului „The Lady Is a Tramp” alături de Tony Bennett, piesa „Hello Hello” realizată alături de Elton John pentru filmul de animație Gnomeo & Juliet, precum și single-ul „3-Way (The Golden Rule)” realizat în colaborare cu The Lonely Island și Justin Timberlake. De asemenea, artista a cântat la Sydney Town Hall în Australia, cu scopul de a promova albumul Born This Way și a celebra cea de-a 65-a aniversare a fostului președinte al Statelor Unite, Bill Clinton. În luna noiembrie, Gaga a apărut într-o emisiune de televiziune specială de Ziua Recunoștinței, A Very Gaga Thanksgiving. Emisiunea a înregistrat o audiență de 5.7 milioane de telespectatori americani, iar cântecele interpretate au fost lansate pe cel de-al patrulea EP al solistei, A Very Gaga Holiday. În anul 2012, a fost invitata specială a unui episod al serialului The Simpsons, intitulat „Lisa Goes Gaga”, a apărut în filmele documentar The Zen of Bennett, Katy Perry: Part of Me, și și-a lansat primul parfum, Lady Gaga Fame. Cel de-al doilea ei parfum, Eau de Gaga, a fost lansat în anul 2014.
Gaga a început să lucreze la cel de-al treilea ei album de studio, Artpop, la începutul anului 2012, în timpul turneului Born This Way Ball; artista a creat albumul spre a reflecta „o noapte în club”. În august 2013 a fost lansat primul single extras de pe disc, „Applause”. Melodia a ocupat locul unu în Ungaria, locul patru în Statele Unite, și locul cinci în Regatul Unit. Un videoclip cu versuri pentru piesa „Aura” de pe albumul Artpop a fost lansat în luna octombrie, pentru a însoți lansarea filmului Machete Kills, regizat de Robert Rodriguez. În film, Gaga joacă rolul unui asasin numit La Chameleon. Filmul a primit recenzii negative din partea criticilor și a avut încasări mai slabe decât jumătate din bugetul de 33 de milioane de dolari. Cel de-al doilea single de pe albumul Artpop, „Do What U Want”, a fost înregistrat în colaborare cu cântărețul R. Kelly și a fost lansat la 21 octombrie. Single-ul a ajuns pe locul unu în Ungaria și a ocupat locul 13 în clasamentul din Statele Unite. În luna noiembrie a anului 2013, albumul Artpop a fost lansat. Recenziile criticilor au fost mixte, Helen Brown de la ziarul The Daily Telegraph criticând-o pe Gaga pentru decizia de a crea încă un album despre faimă și punând la îndoială originalitatea materialului. Cu toate acestea, redactorul a fost de părere că Artpop este „foarte bun pentru dans”. Discul a debutat pe prima poziție a ierarhiei Billboard 200 și s-a vândut în peste 2.5 milioane de exemplare în întreaga lume până în iulie 2014. Cântecul „G.U.Y.” a fost lansat ca cel de-al treilea disc single în martie 2014 și a ajuns pe locul 76 în Statele Unite.

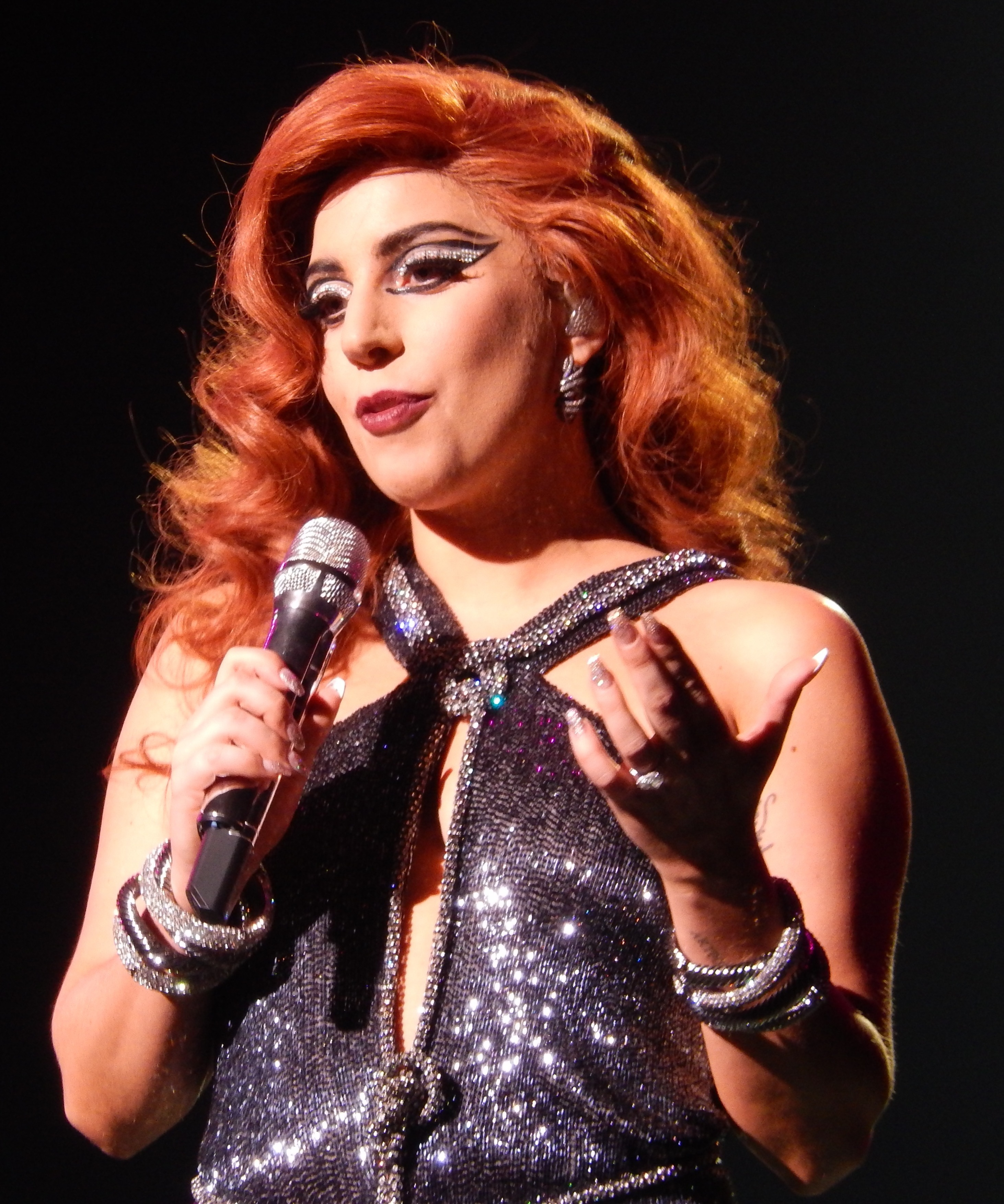
Cu ajutorul albumului Cheek to Cheek, Gaga (prezentată în timpul unui concert din cadrul turneului Cheek to Cheek Tour) a început o perioadă de revizuire a imaginii publice.

În noiembrie 2013, Gaga a apărut la emisiunea Saturday Night Live cântând „Do What U Want” (alături de Kelly) și „Gypsy”, o melodie de pe albumul Artpop. Solista a apărut în cea de-a doua ei emisiune realizată special pentru Ziua Recunoștinței, Lady Gaga and the Muppets Holiday Spectacular, difuzată pe canalul ABC. În cadrul finalei celui de-al cincilea sezon al emisiunii The Voice, Gaga a interpretat o versiune nouă a melodiei „Do What U Want”, în colaborare cu Christina Aguilera. În luna martie a anului 2014, artista a cântat într-un spectacol rezidențial de șapte zile pentru a comemora ultimele concerte din Roseland Ballrom din New York, înainte de închiderea definitivă a locației. Două luni mai târziu, aceasta a pornit în turneul mondial ArtRave: The Artpop Ball, bazat pe conceptele evenimentului promoțional ArtRave. Având încasări de 83 de milioane de dolari, turneul a avut loc în orașele în care Gaga nu a reușit să ajungă anterior cu turneul Born This Way Ball datorită anulărilor. În această perioadă, cântăreața s-a separat de impresarul ei, Troy Carter, datorită „divergențelor de creativitate”. În iunie 2014, s-a alăturat Artist Nation (o divizie de impresariat artistic a companiei Live Nation Entertainment) împreună cu noul ei impresar, Bobby Campbell. Solista a făcut o apariție scurtă în filmul Sin City: A Dame to Kill For, și a apărut în campania Versace de primăvară-vară 2014, intitulată „Lady Gaga For Versace”.
În septembrie 2014, Gaga a lansat Cheek to Cheek, un album jazz colaborativ alături de Tony Bennett. Inspirația din spatele materialului a fost prietenia dintre cei doi, precum și fascinația solistei pentru muzica jazz, îndrăgind-o încă din anii copilăriei. Piesele „Anything Goes” și „I Can't Give You Anything but Love” au fost lansate drept single-uri. Recenziile criticilor au fost, în general, pozitive; Caroline Sullivan de la The Guardian a lăudat vocea lui Gaga, iar Howard Reich de la publicația Chicago Tribute a scris că „[acest disc] servește un lucru real și adevărat, de la început până la sfârșit”. Cheek to Cheek a devenit cel de-al treila album consecutiv a lui Gaga ce reușește să ajungă pe prima poziție a clasamentului Billboard 200 și a câștigat, de asemenea, premiul Grammy pentru cel mai bun album vocal pop tradițional. Concertele din cadrul turneului Cheek to Cheek Tour din decembrie 2014 și august 2015 au fost înregistrare și lansate pe DVD-ul Tony Bennett and Lady Gaga: Cheek to Cheek Live!.

### 2015–2017:American Horror Story,Joanne, și spectacole Super Bowl
În februarie 2015, Gaga s-a logodit cu actorul Taylor Kinney. În urma recenziilor mixte pe care lansarea albumului Artpop le-a adus, solista a început să lucreze la reinventarea imaginii publice și stilului. Potrivit publicației Billboard, această schimbare a început prin lansarea materialului jazz Cheek to Cheek, și prin intermediul apariției acesteia la cea de-a 87-a ediție a premiilor Academiei Americane de Film. Aici artista a cântat un potpuriu de cântece din filmul Sunetul muzicii, aducând un omagiu actriței Julie Andrews. Considerată una din cele mai bune interpretări live ale artistei în opinia revistei Billboard, spectacolul a generat peste 214,000 interacțiuni pe minut în întreaga lume pe Facebook. Cântecul „Til It Happens to You” compus de Gaga și Diane Warren a fost inclus în documentarul The Hunting Ground. Piesa a câștigat premiul Satellite pentru cea mai bună melodie originală, și a primit, de asemenea, o nominalizare Oscar la aceeași categorie. Gaga a câștigat premiul Billboard pentru femeia anului, precum și distincția de idol contemporan la ediția din 2015 a galei de premii Songwriters Hall of Fame.
În primii ani de viață, Gaga și-a dorit să devină actriță, iar visul i-a fost îndeplinit o dată cu rolul din American Horror Story: Hotel. Fiind difuzat între octombrie 2015 și ianuarie 2016, Hotel este al cincilea sezon din serialul de televiziune American Horror Story, solista jucând rolul proprietarei hotelului, personajul Elizabeth. La cea de-a 73-a ediție a premiilor Globul de Aur, Gaga a câștigat premiul Globul de Aur pentru cea mai bună actriță într-o miniserie sau într-un film de televiziune, pentru rolul jucat în serial. Cântăreața a apărut în filmul de modă realizat de Nick Knight pentru campania de primăvară a lui Tom Ford De asemenea, aceasta a fost editor colaborator pentru a 99-a ediție a revistei V, în ianuarie 2016, ce conține 16 coperți diferite. Solista a câștigat premiul „Redactorul anului” la gala de premii Fashion Los Angeles Awards.

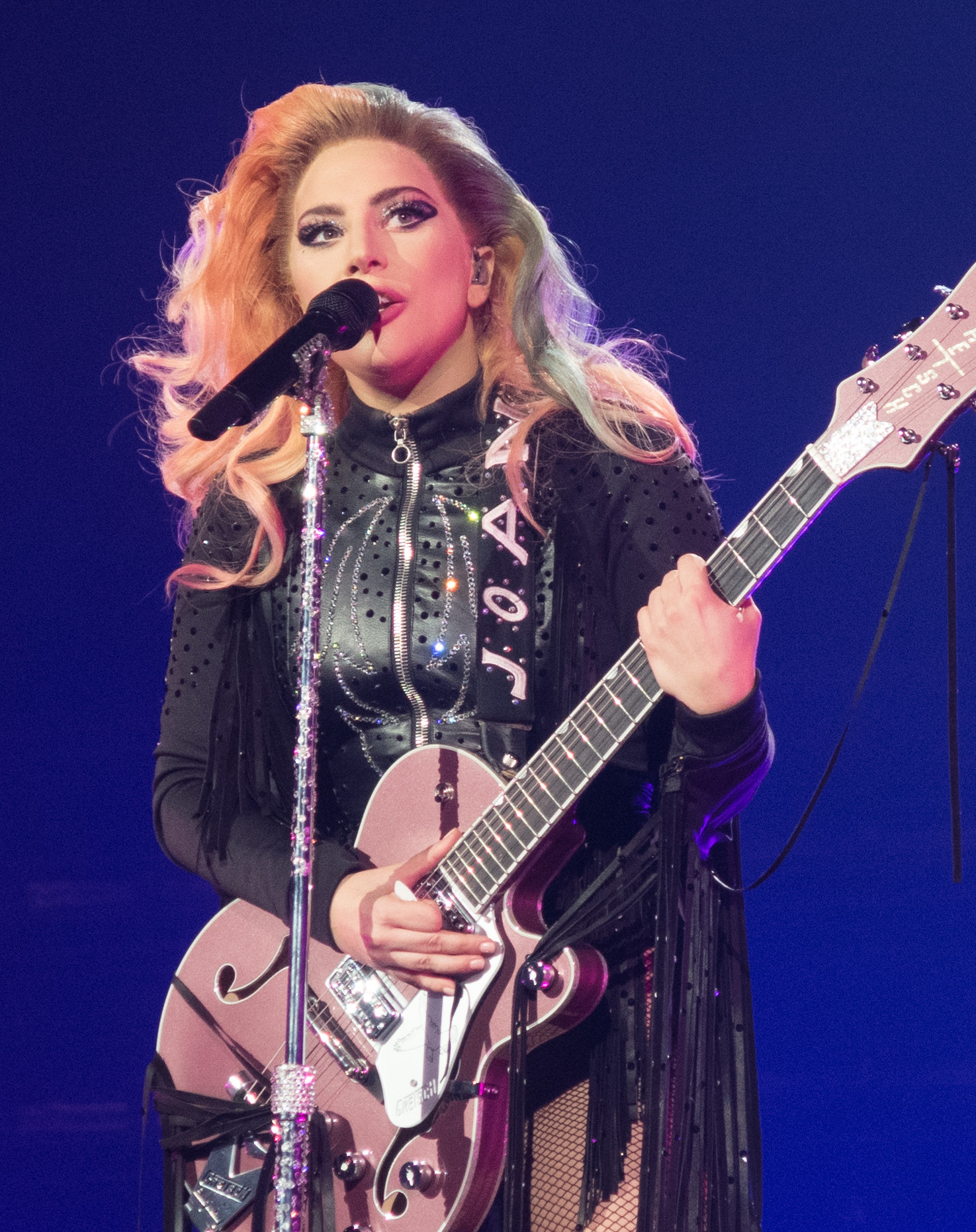
Gaga cântând în turneul Joanne World Tour, în anul 2017.

În anul 2016, Gaga a cântat imnul național al Statelor Unite ale Americii în luna februarie, înaintea meciului de fotbal Super Bowl 50. Artista a încheiat un parteneriat cu Intel și Nile Rodgers pentru un spectacol în omagiul lui David Bowie la a 58-a ediție a premiilor Grammy. La cea de-a 88-a ediție a premiilor Academiei Americane de Film, Gaga a cântat „Til It Happens to You”, acompaniată pe scenă de 50 de persoane care au avut de suferit în urma unei agresiuni sexuale. În luna aprilie, solista a fost onorată cu premiul „Artist Award” la gala de premii Jane Ortner Education Awards, organizată la Muzeul Grammy. Distincția este acordată artiștilor care au demonstrat pasiune și dedicație pentru educație prin intermediul artelor. Logodna cu Taylor Kinney s-a încheiat în luna iulie, Gaga mărturisind că profesia ei a perturbat relația.
Gaga a jucat rolul unei vrăjitoare cu numele Scathach în American Horror Story: Roanoke, cel de-al șaselea sezon al serialului. Rolul din al șaselea sezon a fost influențat muzica artistei, axându-se pe „arta întunericului”. În septembrie 2016 a lansat single-ul „Perfect Illusion”, piesă care s-a clasat pe locul unu în Franța și locul 15 în Statele Unite. Al cincilea ei album de studio, Joanne, a fost numit după mătușa ei decedată, descriind-o drept o inspirație pentru muzică. Lansat la 21 octombrie 2016, materialul a devenit cel de-al patrulea album a lui Gaga a care să ajungă pe locul unu în ierarhia Billboard 200, devenind astfel prima cântăreață cu patru albume de top în anii 2010. Cel de-al doilea single, „Million Reasons” a fost lansat luna următoare și a ocupat locul patru în Statele Unite. Joanne și „Million Reasons” au primit nominalizări Grammy la categoriile „Cel mai bun album pop vocal” și, respectiv, „Cea mai bună interpretare pop solo”. Pentru a promova albumul, Gaga a pornit în turneul Dive Bar Tour, o serie de trei concerte.
La 5 februarie 2017, Gaga a cântat în pauza meciului de fotbal Super Bowl LI. Interpretarea a inclus sute de drone iluminate care au creat diverse forme pe cerul deasupra stadionului NRG din Houston—marcând prima oară când aeronave robotice apar în programul Super Bowl. Spectacolul a avut o audiență de 117.5 de milioane de telespectatori din Statele Unite, depășind totalul de 113.3 de milioane de telespectatori care au urmărit meciul de fotbal. Interpretarea a dus la o creștere a vânzărilor digitale, cântecele lui Gaga fiind descărcate de 410.000 de ori. Concertul i-a oferit, de asemenea, o nominalizare la premiul Primetime Emmy pentru cel mai bun program special de varietăți, muzical sau de comedie. CBS Sports a clasat interpretarea lui Gaga pe locul doi în topul celor mai bune spectacole Super Bowl din istorie. În luna aprilie, solista a fost cap de afiș la festivalul Coachella și a lansat single-ul „The Cure”. Piesa a devenit un șlagăr de top 10 în Australia și Franța. În august, Gaga a pornit în turneul Joanne World Tour, anunțat la scurt timp după interpretarea de la Super Bowl LI. Crearea albumului Joanne, precum și pregătirile pentru spectacolul din pauza meciului de fotbal, au fost prezentate în documentarul Gaga: Five Foot Two, lansat în luna septembrie pe Netflix. Pe parcursul filmului, solista a fost prezentată suferind de dureri cronice datorate bolii fibromialgie. Efectele sindromului au dus la anularea ultimelor 10 spectacole ale turneului Joanne World Tour, serie de concerte care a încasat 95 de milioane de dolari în urma celor 842,000 de bilete vândute.

### 2018–prezent:S-a născut o stea, Enigma șiChromatica

Gaga la ediția din 2018 a Festivalului Internațional de Film din Toronto, înainte de premiera filmului S-a născut o stea

În luna martie a anului 2018, Gaga a participat la March for Our Lives, un miting demarat în Washington, D.C. pentru controlul armelor, și a lansat o versiune cover a piesei „Your Song” pentru albumul Revamp a lui Elton John. Mai târziu în același ani, aceasta a jucat rolul unei cântărețe necunoscute numite Ally în S-a născut o stea, un remake al filmului cu același nume din 1937, regizat de Bradley Cooper. Filmul prezintă relația lui Ally cu cântărețul Jackson Maine (rolul jucat de Cooper), care devine tensionat după ce cariera ei începe să-i umbrescă propria lui carierăs. Solista a fost de acord să participe în proiect deoarece s-a declarat a fi fană a lucrărilor lui Cooper și a fost încântată de modul în care pelicula prezintă depresia și dependențele de alcool și droguri. Cooper a contactat-o pe Gaga pentru rol după ce a urmărit-o cântând la un spectacol de strângere de fonduri pentru cercetare a cancerului. S-a născut o stea a avut premiera la Festivalul de film din Veneția în luna august 2018, iar lansarea pe plan mondial a avut loc în octombrie. Peter Bradshaw de la publicația The Guardian a spus că filmul „merită văzut”, iar „abilitatea lui Gaga de a portretiza atât o persoană obișnuită, cât și o celebritate extraterestră, înfățișează abilități de cel mai înalt nivel”. În mod similar, Stephanie Zacharek de la revista Time a subliniat „interpretarea knock-out” și apariția „carismatică” a cântăreței, „fără obișnuitele ei peruci, machiaje și costume”. Pentru interpretare, Gaga a câștigat premii la categoria „Cea mai bună actriță” din partea National Board of Review și Critics' Choice Awards, și a primit nominalizări la premiile Oscar, BAFTA, Globul de Aur, și Sindicatului Actorilor.
Gaga și Cooper au contribuit în calitate de co-textieri și co-producători ai coloanei sonore pentru S-a născut o stea, artista insistând ca piesele să fie interpretate live în film. Primul disc single extras de pe album, „Shallow”, a fost lansat în luna septembrie și s-a clasat pe primul loc în clasamentele din numeroase țări din întreaga lume. A primit un premiu Oscar și un premiu Globul de Aur la categoria „Cel mai bun cântec original”, precum și patru nominalizări Grammy la care se numără și categoriile „Înregistrarea anului” și „Melodia anului”, câștigând la categoriile „Cea mai bună interpretare pop a unui duo/grup” și „Cel mai bun cântec scris pentru un film, televiziune sau alte”. Coloana sonoră a filmului conține 34 de piese, inclusiv 19 cântece originale. Discul a primit recenzii pozitive din partea criticilor de specialitate, Mark Kennedy de la ziarul The Washington Post considerându-l „o minune de cinci stele” și Ben Beaumont-Thomas de la publicația The Guardian numindu-l „un clasic instant, plin de emoții din partea lui Gaga”. Din punct de vedere comercial, coloana sonoră a debutat pe primul loc în Statele Unite, Gaga devenind astfel prima și singura artistă cu cinci albume care ajung pe locul unu în anii 2010, distrugând astfel egalitatea dintre Taylor Swift, cu patru albume de top în acest deceniu. De asemenea, materialul a ocupat locul unu în Australia, Canada, Elveția, Irlanda, Noua Zeelandă și Regatul Unit. Mai târziu, în aceeași lună, artista și-a confirmat logodna cu impresarul Christian Carino.
Solista a semnat un contract pentru un spectacol rezidențial de doi ani, intitulat Lady Gaga Enigma, care are loc la teatrul MGM Park din Las Vegas. Seria de concerte constă în două spectacole diferite: Enigma, care se concentrează pe teatralitate și include cele mai mari hituri ale cântăreței, și Jazz and Piano, care include melodii din Great American Songbook și conține versiuni lente și de piani ale melodiilor lui Gaga. Concertele Enigma au început luna decembrie 2018, în timp ce concertele Jazz and Piano au început în ianuarie 2019, spectacolul rezidențial urmând să se finalizeze în luna mai a anului 2020. Gaga și-a lansat prima colecție de machiaj vegan, Haus Laboratories, în septembrie 2019 exclusiv pe Amazon. Constând în 40 de produse, printre care se numără dermatografe lichide, luciuri de buze și măști pentru față, linia de machiaj a ajuns pe prima poziție a clasamentului celor mai bine vândute rujuri de pe Amazon. „Stupid Love”, primul disc single de pe cel de-al șaselea album de studio a lui Gaga, Chromatica, a fost lansat la 28 februarie 2020. Albumul a fost programat pentru lansare la 10 aprilie 2020, însă lansarea a fost amânată pentru o dată ulterioară din 2020 datorită pandemiei de coronavirus.
Gaga urmează să joace rolul Patriziei Reggiani, cine a fost condamnată la închisoare pentru angajarea unui asasin care să-l ucidă pe Maurizio Gucci, fostul ei soț și fostul șef al casei de modă Gucci, într-un film care va fi regizat de Ridley Scott.

## Simțul artistic

### Influențe
| Imagine indisponibilă                                                  |  | Imagine indisponibilă |
| Muzicieni precum Madonna sau David Bowie au influențat-o pe Lady Gaga. |  |                       |

Gaga a crescut ascultând muzica artiștilor precum the Beatles, Stevie Wonder, Queen, Bruce Springsteen, Pink Floyd, Mariah Carey, the Grateful Dead, Led Zeppelin, Whitney Houston, Elton John, Blondie și Garbage, toți având o influență majora asupra carierei muzicale. Inspirația muzicală a cântăreței provine atât de la artiști dance-pop precum Madonna și Michael Jackson, cât și de la artiști glam rock ca David Bowie sau Freddie Mercury. Artista a declarat, de asemenea, că artistul Andy Warhol și arta teatrală a acestuia a reprezentat o influență majoră în lucrările ei. Lady Gaga a fost deseori comparată cu Madonna, aceasta afirmând își vede propria personalitate reflectată în Gaga. Solista a citat totodată formațiile heavy metal Iron Maiden și Black Sabbath drept influențe. Beyoncé a fost acreditată de Gaga drept persoana care a inspirat-o să pornească într-o carieră muzicală.
Interesul pentru modă și vestimentație a fost inspirat de mama ei, considerând-o o influență majoră și integrând-o în muzică. Din punct de vedere al stilului, Gaga a fost comparată cu Leigh Bowey, Isabella Blow, și Cher; artista a dezvăluit faptul că, în copilărie, aceasta a asimilat simțul modei lui Cher și l-a integrat în propriile creații. Solista o consideră pe Donatella Versace drept muza ei, iar creatorul de modă englez Alexander McQueen este o inspirație majoră. La rândul ei, Versace a numit-o pe Lady Gaga „o Donatella proaspătă”. Gaga a spus că a fost influențată de Prințesa Diana, admirând-o foarte mult încă din perioada copilăriei.
Cântăreața l-a numit pe Deepak Chopra, cunoscut susținător al medicinii alternative, „o adevărată inspirație”, și a postat, de asemenea, citate din cartea liderului indian Osho, Creativity, pe contul ei personal de Twitter. Gaga a spus că a fost influențată de lucrările lui Osho în materie de valorificare a religiei prin intermediul creativității și egalității.

### Stil și teme muzicale
Criticii de specialitate au analizat și examinat stilurile muzicii și ale spectacolelor lui Gaga, de vreme ce aceasta a experimentat idei și imagini noi de-a lungul carierei. Artista a declarat că reinventarea continuă a ajutat-o să se „elibereze”, fiind atrasă de acest lucru încă din anii copilăriei. Gaga are o voce contralto, iar abilitățile ei vocale sunt cuprinse între nota Si♭2 și Si5. Solista și-a schimbat periodic stilul vocal, considerând că albumul Born This Way este „mult mai vocal decât orice am fost vreodată capabilă să fac”. Într-un rezumat legat de vocea cântăreței, publicația Entertainment Weekly a scris: „Există o imensă inteligență emoțională în spatele modului în care își folosește vocea. Aproape că niciodată nu sufocă o piesă cu abilitatea ei vocală, recunoscând faptul că arta trebuie găsită mai degrabă în nuanță decât în puterea plămânilor”.
Cântecele de la începutul carierei lui Gaga au fost numite „superficiale” de către Camille Paglia de la The Sunday Times, însă potrivit lui Evan Sawdey de la PopMatters, artista „reușește să te facă să te miști și să dansezi într-un mod aproape lipsit de efort”. Artista este de părere că „toată muzica bună poate fi cântată la pian și tot va suna ca un hit”. Simon Reynolds a scris în anul 2010: „Totul despre Gaga vine din electroclash, mai puțin muzica, care nu reprezintă în particular anii '80, ci doar piese pop atrăgătoare, fără scrupule și obraznice, glazurate de Auto-Tune și susținute de beat-uri R&B”.
Cântecele artistei acoperă numeroase subiecte și concepte; albumul The Fame vorbește despre setea de celebritate și faimă, în timp ce continuarea acestuia, The Fame Monster, prezintă partea întunecată a faimei prin intermediul unor metafore cu monștrii. The Fame conține cântece electropop și dance-pop cu influențe din muzica pop a anilor '80 și muzica Europop a anilor '90. The Fame Monster prezintă gustul lui Gaga pentru imitații, acestea bazându-se pe „Arena glam a anilor '70 sau disco-ul plin de viață a lui ABBA”. Albumul Born This Way conține versuri în limba engleză, franceză, germană și spaniolă, și prezintă temele specifice compozițiilor controversate ale lui Gaga: sexul, dragostea, religia, banii, drogurile, identitatea, libertatea, sexualitatea și individualismul. Materialul discografic explorează genuri muzicale precum rock electronic sau techno.
Temele de pe Artpop gravitează în jurul opiniilor personale ale solistei legate de faimă, sex, feminism, încredere în sine, depășirea viciilor, precum și comentarii la adresa mass-mediei. Revista Billboard a descris albumului ca fiind „o prezentare coerentă a muzicii R&B, techno, disco și rock”. Gaga a cochetat cu muzica jazz în albumul colaborativ Cheek to Cheek, în timp ce pe Joanne, artista a explorat genuri muzicale precum funk, country, pop, dance, rock, folk, și muzică electronică. Înregistrarea a fost inspirată de experiențele din viața personală. Coloana sonoră a filmului S-a născut o stea conține elemente din muzica blues rock, country, și bubblegum pop. Revista Billboard a afirmat că versurile pieselor vorbesc despre dragoste, luptă, romantism, prietenie și apropiere, precum și dorința de a schimba ceva. Publicația a descris muzica drept „nemuritoare, emoționantă, curajoasă și sinceră. Sună precum niște piese scrise de artiști care, deși, sincer să fiu, sunt extrem de încurcați și răvășiți, ajung cu ușurință la esența inimii ascultătorului”.

### Videoclipuri și spectacole

Gaga în timpul unei interpretări „sângeroase” din 2010.

Videoclipurile muzicale ale cântăreței Lady Gaga sunt deseori descrise drept filme de scurt metraj, incluzând schimbări de garderobă și cadre provocatoare. Clipul pentru piesa „Telephone” i-a oferit artistei un loc în Cartea Recordurilor pentru cea mai mare plasare de produse într-un videoclip. Potrivit autorului Curtis Fogel, solista explorează teme precum sclavia sexuală, sadomasochismul și feminismul. Temele principale din videoclipurile lui Gaga se bazează pe sex, violență, și putere. Solista s-a auto-descris drept „puțin feministă” și susține „emanciparea sexuală a femeilor”.
Gaga s-a declarat a fi perfecționistă atunci când vine vorba de spectacolele complexe și elaborate. Interpretările cântăreței sunt descrise ca fiind „interesante și foarte inovatoare”; spectacolul sângeros pentru piesa „Paparazzi” de la ediția din 2009 a premiilor MTV Video Music Awards a fost descris drept „impresionant” de către MTV News. Tema însângerată a continuat și în timpul turneului The Monster Ball Tour, conducând la demararea de proteste în Anglia. Protestele au fost organizate de grupuri de familii și fani deoarece în perioada respectivă a avut loc masacrul din Cumbria, în care un șofer de taxi a ucis 12 oameni, apoi s-a sinucis. La gala de premii MTV Video Music Awards din anul 2011, Gaga a apărut îmbrăcată în travestit, drept alter ego-ul ei masculin, Jo Calderone, oferind pe scenă un monolog de dragoste înainte de a interpreta piesa „You and I”. În calitate de coregraf și director creativ, Lauriean Gibson a furnizat materiale pentru spectacolele și videoclipurile artistei timp de patru ani, înainte de a fi înlocuită de asistentul Richard Jackson, în 2014.

## Imagine publică

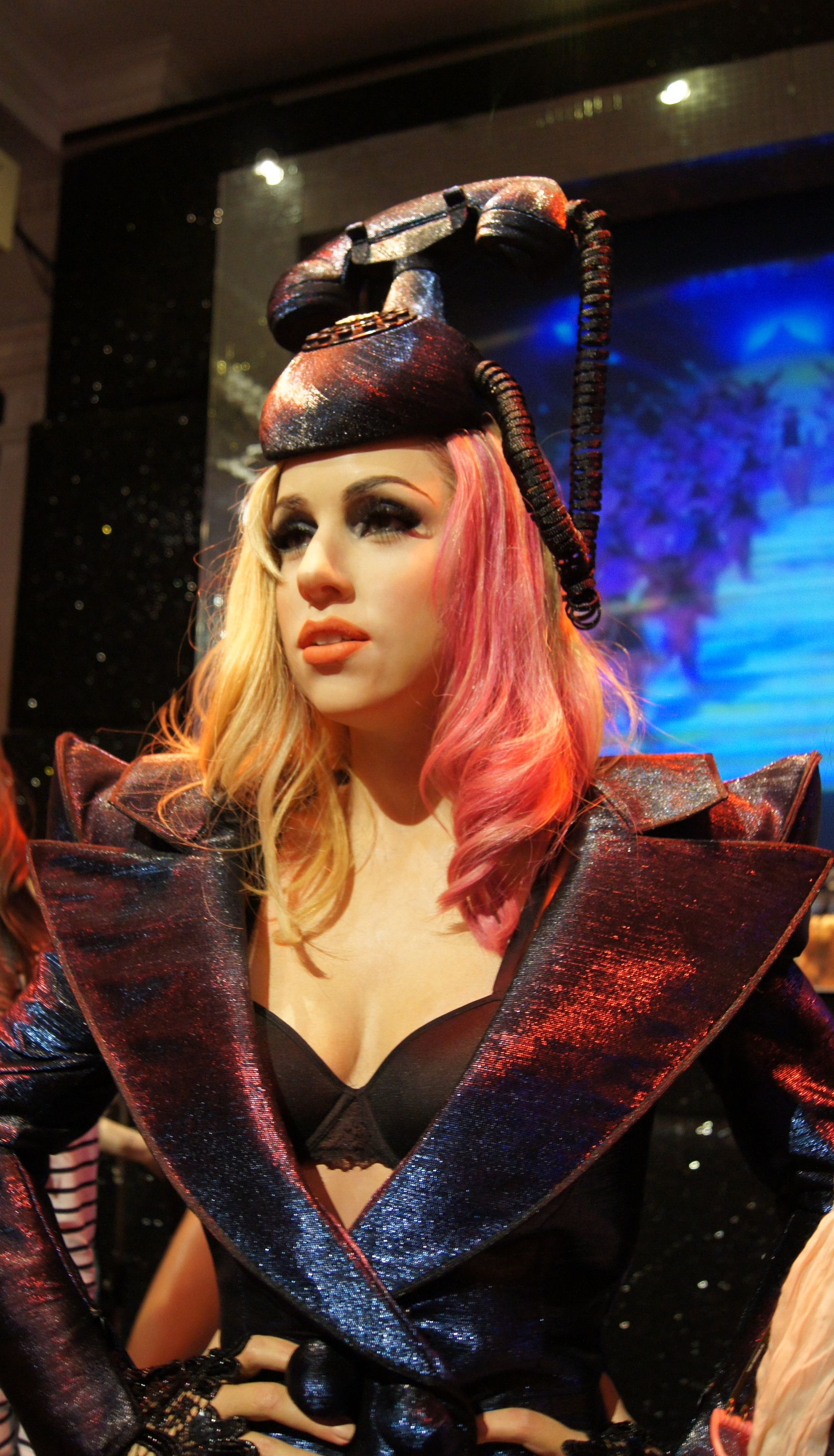
În anul 2010, opt figurine din ceară cu Lady Gaga au fost instalate în muzeul Madame Tussauds.

Recepția publicului cu privire la muzica lui Gaga, stilul vestimentar și personalitatea ei este una mixtă. Datorită impactului ei în cultura modernă și faimei obținute la nivel global, sociologul Mathieu Deflem de la Universitatea South California a oferit un curs intitulat „Lady Gaga și Sociologia Faimei” la începutul anului 2011, cu scopul de a prezenta „unele dinte dimensiunile relevante ale faimei lui Lady Gaga din punct de vedere sociologic” Atunci când artista l-a cunoscut pe fostul președinte al Statelor Unite Barack Obama la un eveniment caritabil organizat de Campania pentru Drepturile Omului, acesta a considerat interacțiunea „intimidantă”, de vreme ce Gaga a purtat tocuri înalte de 40 de centimetri, fiind cea mai înaltă femeie din încăpere. În timpul unui interviu cu Barbara Walters din cadrul emisiunii 10 Most Fascinating People de pe canalul ABC News în anul 2009, Gaga a respins zvonurile despre faptul că ar fi intersex, considerându-le a fi doar legende urbane. Răspunzând la o întrebare pe această temă, cântăreața și-a exprimat atașamentul față de androginie. Într-un articol publicat de Sunday Times în 2010, Camille Pagila a descris-o pe Gaga ca fiind „mai mult o hoață de identitate decât o spărgătoare de tabuuri erotice, un produs prelucrat pentru public ce pretinde că ar cânta pentru ciudați, rebeli și cei abandonați, când ea nu este nici unul dintre aceste lucruri”.
Stilul vestimentar bizar a lui Gaga a servit drept un aspect important al personalității ei. La începutul carierei, numeroase publicații din mass-media au comparat alegerile vestimentare ale lui Gaga cu cele ale Christinei Aguilera. În anul 2011, 121 de femei s-au adunat la gala premiilor Grammy costumate în ținute similare cu cele purtate de Gaga, câștigând astfel un loc în Cartea Recordurilor pentru cea mai mare adunare de imitatori Lady Gaga. Asociația Global Language Monitor au numit „Lady Gaga” cuvântul cheie în materie de modă datorită stilului „fără pantaloni” specific artistei. Entertainment Weekly au inclus costumele solistei în lista „best-of” de final de deceniu, opinând că aceasta „a adus arta performance în cultura de masă”.
Revista Time au inclus-o pe cântăreață în lista celor 100 de idoli în modă din toate timpurile, spunând: „Lady Gaga este atât de cunoscută pentru stilul ei scandalos cât este pentru hiturile ei pop [...] [Gaga] a utilizat ținute realizate din balonașe de plastic, păpuși Kermit Broscoiul, și carne crudă”. La ediția din 2010 a premiilor MTV Video Music Awards, Gaga a purtat o rochie realizată din carne crudă de vită, accesorizată de cizme, o poșetă și o pălărie făcute, de asemenea, din carne crudă. Revista Vogue a numit-o „Cea mai bine îmbrăcată persoană a anului 2010”, distincție acordată parțial datorită rochii din carne. De asemenea, revista Time a numit-o „Declarația de modă” a anului. Creația a atras atenția publicațiilor mass-media din întreaga lume; organizația PETA care luptă pentru drepturile animalelor a considerat-o „ofensatoare”. Rochia din carne a fost expusă la National Museum of Women in the Arts în anul 2012, și a fost inclusă în colecția muzeului Rock and Roll Hall of Fame în luna septembrie a anului 2015.
Fanii lui Gaga o numesc „Mother Monster” (ro.: „Mama Monstru”), iar solista se referă la ei drept „Little Monsters” (ro.: „Micii Monștrii”), o frază pe care aceasta și-a tatuat-o în semn de devotament și apreciere. În articolul său intitulat „Lady Gaga a fost inițiatorul comunității de fani online, așa cum o cunoaștem noi” pentru publicația Vice, Jake Hall a spus că artista a inspirat crearea altor comunități de fani, precum cele ale Rihannei, Taylor Swift sau Justin Bieber. În luna iulie a anului 2012, Gaga a fost co-fondatoarea rețelei de socializare LittleMonsters.com, destinată fanilor. Potrivit Cărții Recordurilor, Gaga a fost cea mai urmărită persoană de pe Twitter în anul 2011, și cea mai urmărită cântăreață de muzică pop în 2014; cartea a numit-o, de asemenea, cel mai puternic superstar pop al anului respectiv. Revista Forbes a inclus-o pe artistă în clasamentul Celebrity 100 între anii 2010–2015 și în 2018, precum și pe lista celor mai puternice femei din lume, între anii 2010 și 2014. Gaga a obținut 62 de milioane de dolari în anul 2010, 90 de milioane de dolari în anul 2011, 52 de milioane de dolari în anul 2012, 80 de milioane de dolari în anul 2013, 33 de milioane de dolari în anul 2014, 59 de milioane de dolari în anul 2015 și, respectiv, 50 de milioane de dolari în anul 2018. Solista a fost numită una dintre cele mai influente persoane din lume de către revista Time în anul 2010 clasându-se totodată pe locul doi în topul celor mai influenți oameni din ultimii 10 ani, realizat de cititorii publicației menționate anterior în 2013. În martie 2012, Gaga a fost clasată pe locul patru în lista artiștilor cu cele mai bune încasări din anul 2011 realizată de Billboard, câștigând 25 de milioane de dolari din vânzările albumului Born This Way și concertele turneului Monster Ball. În următorul an, cântăreața a ocupat primul loc în ierarhia celor mai bine plătite celebrități cu o vârstă sub 30 de ani compilată de Forbes, iar în februarie 2016, revista a estimat averea solistei la 275 de milioane de dolari.

## Discografie
Albume de studio
- The Fame (2008; relansat ca The Fame Monster în 2009)
- Born This Way (2011)
- ARTPOP (2013)
- Joanne (2016)
- Chromatica (2020)
- Mayhem (2025)

Albume colaborative
- Cheek To Cheek (2014) (alături de Tony Bennett)
- Love for Sale (2021) (alături de Tony Bennett)

Coloane sonore
- A Star is Born (2018) (alături de Bradley Cooper)
- Top Gun: Maverick (2022) (alături de Hans Zimmer)
- Harlequin (2024)
- Joker: Folie a Deux (2024) (alături de Joaquin Phoenix)

## Turnee și spectacole rezidențiale
- The Fame Ball Tour (2009)
- The Monster Ball Tour (2009–2011)
- Born This Way Ball (2012–2013)
- ArtRave: The Artpop Ball (2014)
- Joanne World Tour (2017–2018)
- The Chromatica Ball (2022)
- The Mayhem Ball (2025)

### Concerte colaborative
- Cheek to Cheek Tour (alături de Tony Bennett) (2014–2015)

### Concerte promoționale
- ArtRave (2013)
- Dive Bar Tour (2016)

### Spectacole rezidențiale
- Lady Gaga Live at Roseland Ballroom (2014)
- Lady Gaga Enigma + Jazz & Piano (2018–2024)